# Globe Arena (Morecambe)
Le Globe Arena est un stade de football situé à Morecambe, en Angleterre. C'est l'enceinte du club de Morecambe FC depuis 2010. Morecambe FC a précédemment joué à Christie Park de 1921 à 2010.

## Histoire
Le premier match à y être joué fut Morecambe FC - Bolton Wanderers.